# سلول‌ها مشغول کار!
سلول‌ها مشغول کار! (ژاپنی: はたらく細胞 هپبورن: Hataraku Saibō) یک سریال مانگا ژاپنی است که اثر آکانه شیمیزو است. این فیلم در مجلۀ کودانشا ماهانۀ شونن سیریوس از ژانویۀ ۲۰۱۵ تا ژانویۀ ۲۰۲۱ منتشر شد. این محصول در آمریکای شمالی توسط کودانشا آمریکا مجوز دارد. یک مجموعه مانگای اسپین-آف به نام سلول‌ها مشغول کار! کد سیاه، از سال ۲۰۱۸ تا ۲۰۲۱ منتشر شد.

## خلاصه داستان
داستان در داخل بدن انسان اتفاق می‌افتد، جایی که تریلیون‌ها سلول هر کدام وظیفه خود را برای حفظ سلامت بدن به نحو احسن انجام می‌دهند. ماجرا بیشتر بر دو سلول تمرکز دارد: یکی گلبول قرمزی با نام AE3803 که همیشه موقع کار گم می‌شود، و دیگری گلبول سفید U-1146 که همیشه سرش مشغول مبارزه با عوامل بیماری‌زاست.